# Street Fighter (computerspel)
Street Fighter (ストリートファイター, Sutorīto Faitā) is een vechtspel ontwikkeld door Capcom en uitgebracht in 1987 als arcadespel. Het is het eerste competitieve vechtspel dat door Capcom is geproduceerd en het eerste spel uit de Street Fighter-serie. Het was een commercieel succes in arcadehallen. Een port voor de PC Engine werd in 1988 uitgebracht als Fighting Street. 
Het spel werd vervolgd door Street Fighter II (1991), dat evolueerde qua gameplay en uitgroeide tot een wereldwijd succes.

## Gameplay
De speler neemt deel aan één-op-één-wedstrijden tegen een reeks computergestuurde tegenstanders of in één wedstrijd tegen een andere speler. Elke wedstrijd bestaat uit drie rondes waarin de speler een tegenstander in minder dan 30 seconden moet uitschakelen. Als een wedstrijd eindigt voordat een vechter is uitgeschakeld, is de vechter met de meeste resterende energie de winnaar van de ronde. De speler moet twee rondes winnen om de tegenstander te verslaan en door te gaan naar het volgende gevecht. Als de derde ronde eindigt in een gelijkspel, wint de computergestuurde tegenstander standaard of verliezen beide spelers. Tijdens de singleplayer-modus kan de verliezende speler doorgaan tegen dezelfde tegenstander. Op dezelfde manier kan een tweede speler een singleplayer-wedstrijd onderbreken en de eerste speler uitdagen voor een nieuwe wedstrijd.